# Enterobakteriophage Qbeta

Schemazeichnung eines Virusteilchens der Familie Fiersviridae mit Gattung Qubevirus (Querschnitt und Seitenansicht)

Escherichia-Phage Qbeta (Enterobacteriophage Qbeta, Bakteriophage Qβ, Coliphage Qβ, kurz Qβ, englisch Escherichia phage Qbeta; Spezies Qubevirus durum) besitzt ein einzelsträngiges lineares RNA-Genom, das in einem ikosaedrischen Kapsid mit einem Durchmesser von 25 nm verpackt ist. Sein Wirt sind Bakterien der Art   Escherichia coli (Colibakterien). Qβ wird daher als Phage klassifiziert.
Qβ gehört der Gattung Qubevirus (früher Allolevivirus) an und mit ihr zu einer Familie eng verwandter bakterieller Viren mit der Bezeichnung Fiersviridae (früher Leviviridae genannt).
Mit Stand 7. Mai 2024 gibt es in der Gattung Qubevirus noch als weitere Arten Qubevirus escherichienecus mit dem Phagen Qβ1 (engl. Escherichia phage Qbeta 1) und Qubevirus faecium mit Enterobacteria phage FI 4184 b. Daneben gibt es in der Taxonomie des National Center for Biotechnology Information (NCBI) noch einige weitere nicht näher klassifizierte Kandidaten in der Gattung Qubevirus.

## Infektion der Wirtszellen
Phage Qβ dringt in seine Wirtszelle ein, nachdem er sich an die Seite eines F-Pilus (Sexpilus) gebunden hat.

## Genom

Genom des Enterobakterien-Phagen Qß als Beispiel für ein Qubevirus (veraltet Allolevivirus)

Das Genom von Qβ ist 4215 Nukleotide lang. Es hat drei offene Leserahmen (Open Reading Frames, ORFs) und kodiert vier Proteine: A1, A2, CP und qβ(-Replikase). Das Genom ist stark strukturiert, was einerseits die Genexpression reguliert und andrerseits das Genom vor zerstörerischen RNasen der Wirtszelle schützt.

### Protein A2
A2 wird aufgrund seiner Lyse-Aktivität als Reifungsprotein bezeichnet. Pro Viruspartikel (Virion) gibt es eine Kopie von A2. Der Mechanismus der Lyse ist dem des Penicillins ähnlich; A2 hemmt die Bildung von Peptidoglycan durch Hemmung (Inhibierung) des Enzyms UDP-N-Acetylglucosamin-1-carboxyvinyltransferase (MurA), das den ersten Schritt der Peptidoglycan-Synthese katalysiert.
A2 funktioniert auch bei der Erkennung von Wirtszellen und dem Eindringen in die Wirtszelle. Wenn A2 an den Sexpilus des Bakteriums bindet, spaltet sich A2 und bahnt einen Weg, indem es eine Pore in der Zellwand des Wirts bildet.

### RNA-Polymerase
Die RNA-Polymerase, die sowohl den Plus- als auch den Minus-RNA-Strang repliziert, ist ein Komplex aus vier Proteinen: Die Beta-Untereinheit (qβ-Replikase) wird vom Phagen selbst kodiert, während die anderen drei Untereinheiten vom Bakteriengenom kodiert werden: die Alpha-Untereinheit (ribosomales Protein S1), die Gamma-Untereinheit (Elongationsfaktor Tu, EF-Tu) und die Delta-Untereinheit (Elongationsfaktor Ts, EF-Ts).

## Nutzung
RNA aus Bakteriophage Qβ wurde von Sol Spiegelman in Experimenten verwendet, die eine schnellere Replikation und damit kürzere RNA-Stränge evolutionär begünstigten. Am Ende bildete sich Spiegelmans Monster, eine sich selbst replizierende RNA-Kette von nur 218 Nukleotiden.
Im März 2020 wurde über Versuche des Forschungsverbunds Berlin berichtet, mit Hilfe modifizierter leerer Kapsidhüllen von Qβ Antikörper gegen Influenza- und Coronaviren (wie den Verursacher der COVID-19-Pandemie, SARS-CoV-2) zu entwickeln.
Eine Übersicht über die Entwicklung von Vakzinen aus Qβ-abgeleiteten VLPs (virus-like particles) findet sich bei Bachmann, Storni et al. (2020).